# Ljubiša Beara
Ljubiša Beara (serbisch-kyrillisch Љубиша Беара; * 14. Juli 1939 in Sarajevo, Königreich Jugoslawien; † 8. Februar 2017 in Berlin) war ein bosnisch-serbischer Oberst und verurteilter Kriegsverbrecher. Im Bosnienkrieg war er Sicherheitschef des Generalstabs der Armee der Republika Srpska zur Zeit des Angriffs bosnisch-serbischer Truppen im Juli 1995 auf die Enklave Srebrenica und dem darauf folgenden Massaker von Srebrenica. Zudem war er von 11. Juli 1995 bis 1. November 1995 für die bosniakischen Gefangenen von Srebrenica zuständig.
Ljubiša Beara war wegen der Beteiligung an einer kriminellen Unternehmung angeklagt und stand vor dem Kriegsverbrechertribunal in Den Haag vor Gericht. Ihm und den Mitangeklagten wurde vorgeworfen, unter Führung von General Ratko Mladić, dem Kommandeur der bosnisch-serbischen Truppen, am 12. und 13. Juli 1995 Frauen und Kinder aus der Enklave Srebrenica nach Kladanj vertrieben sowie tausende Männer und Jungen im Alter von 16 bis 60 Jahren in einem Zeitraum vom 12. Juli bis etwa zum 19. Juli 1995 gefangen genommen und außergerichtlich durch Exekutionskommandos hingerichtet und vergraben zu haben.
Laut Anklageschrift soll Beara an der Enthauptung von 80 bis 100 Bosniaken in Potočari am 12. Juli 1995 beteiligt gewesen sein. „Ljubiša Beara wollte zwischen dem 11. Juli 1995 und 1. November 1995 den muslimischen Teil Bosniens als Teil einer nationalen, ethnischen oder religiösen Gruppe vernichten“, was laut Anklageschrift als Völkermord zu bewerten ist.
Ljubiša Beara wurde am 26. März 2002 vor dem Kriegsverbrechertribunal in Den Haag angeklagt. Am 10. Oktober 2004 wurde er dem Tribunal überstellt, nachdem er sich tags zuvor gestellt hatte. Sein Strafprozess begann am 21. August 2006. In Folge seiner Beteiligung am Massaker von Srebrenica wurde er am 10. Juni 2010 wegen Völkermordes, Kriegsverbrechen und Verbrechen gegen die Menschlichkeit zu lebenslanger Freiheitsstrafe verurteilt. Dieses Urteil wurde im Berufungsverfahren am 30. Januar 2015 bestätigt. Am 8. Februar 2017 verstarb er in einem Berliner Gefängnis.